# جيفري إس. تاناكا
جيفري إس. تاناكا (بالإنجليزية: Jeffrey S. Tanaka)‏ هو عالم نفس أمريكي، ولد في 1958 في لوس أنجلوس في الولايات المتحدة، وتوفي في 3 نوفمبر 1992 في بوندفيل في الولايات المتحدة.